# 1504
Rok 1504 (MDIV) byl přestupný rok, který podle juliánského kalendáře započal v pondělí. 
Podle islámského kalendáře započal dne 24. června rok 910. Podle židovského kalendáře došlo k přelomu let 5264 a 5265. 

## Události
- 1. leden – francouzská posádka pevnosti Gaeta kapitulovala před španělskými obléhateli, které vedl Gonzalo Fernández de Córdoba
- 21. leden – Po smrti Sten Stura staršího se regentem Švédska stává Svante Nilsson
- 31. leden – Francie odstoupila Neapol Aragonskému království
- 29. únor – Kryštof Kolumbus využívá svých znalostí k předpovězení zatmění Měsíce pro tuto noc. Přesvědčil tak jamajské domorodce ke spolupráci.
- 1. duben – Anglické cechy se stávají předmětem státních kontrol
- 23. duben – Císař Maxmilián I. posílá vojáky do Bavorska
- 8. září – Michelangelo dokončil ve Florencii sochu Davida
- 13. září – Královna Isabela Kastilská a král Ferdinand II. Aragonský nařizují výstavbu Královské kaple v Granadě
- 22. září – Filip I. Kastilský, Maxmilián I. a Ludvík XII. uzavírají mír
- 12. říjen – Isabela Kastilská podepisuje svou závěť
- 7. listopad – Kryštof Kolumbus se vrací ze své čtvrté cesty zpět do Španělska. Během ní spolu se svým synem Fernandem objevili pobřeží Střední Ameriky od Belize po Panamu.
- 26. listopad – Po smrti Isabely Kastilské se novou katolickou královnou Aragonie a Kastilie stává Jana I. Kastilská

### Neznámé datum
- Ferdinand II. Aragonský se stává králem neapolským (jako Ferdinand III.)
- Bábur dobyl Kábul, později se stane centrem jím založené říše Velkých Mogulů
- Benátští velvyslanci navrhují Osmanské říši výstavbu Suezského průplavu
- Raffael Santi namaloval obraz Sňatek Panny Marie, který se stává symbolem vrcholu renesance
- Amara Dunqas zakládá Sennarský sultanát (území dnešního Súdánu) a pokračuje tak v islamizaci regionu
- v Japonsku končí éra Bunki a začíná Eišó
- Židé vypovězeni z Plzně

### Probíhající události
- 1499–1504 – Druhá italská válka

## Narození
Česko
- 18. prosince – Florián Gryspek, český šlechtic († 29. března 1588)

Svět

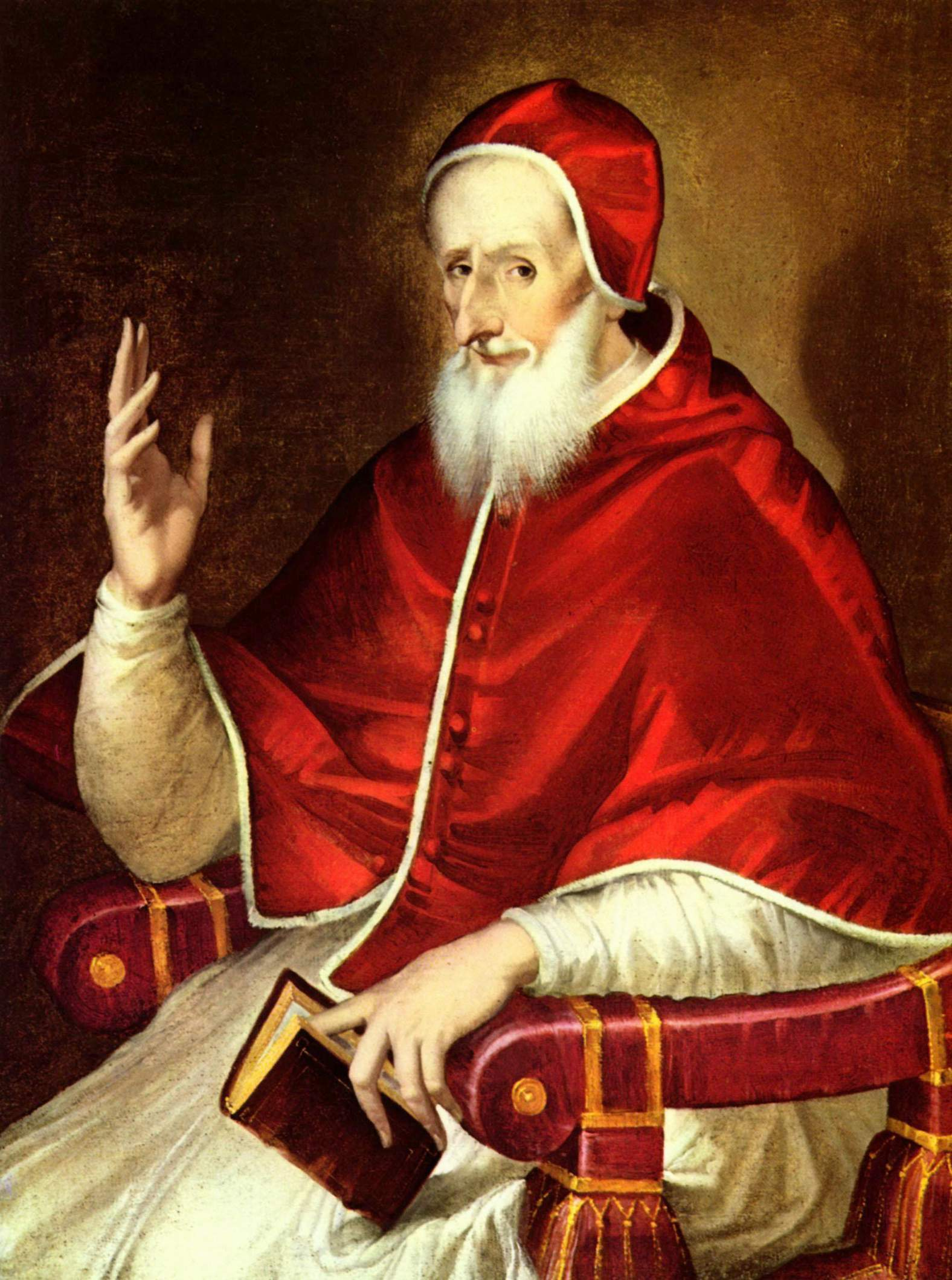
Pius V., 225. papež (* 17. ledna)

- 17. ledna – Pius V., papež († 1. května 1572)
- 3. února – Scipione Rebiba, italský duchovní, biskup a kardinál († 23. července 1577)
- 30. dubna – Francesco Primaticcio, italský malíř, štukatér a architekt († 1570)
- 5. května – Stanisław Hozjusz, polský kardinál († 5. srpna 1579)
- 29. května – Anton Vrančič, ostřihomský arcibiskup († 16. června 1573)
- 24. června – Johannes Mathesius, kněz, kronikář, matrikář († 7. října 1565)
- 18. července – Heinrich Bullinger, švýcarský protestantský teolog († 17. září 1575)
- 1. srpna – Dorotea Dánská, dánská princezna a pruská vévodkyně († 11. dubna 1547)
- 13. listopadu – Filip I. Hesenský, jeden z vůdců reformace († 31. března 1567)
- neznámé datum
  - Gerolama Orsini, italská šlechtična a parmská vévodkyně († 1570)
  - Nicholas Udall, anglický dramatik, vypravěč a kanovník ve Windsoru († 23. prosince 1556)
  - George Boleyn, anglický šlechtic a bratr anglické královny Anny Boleynové († 17. května 1536)
  - Luo Chung-sien, čínský úředník a neokonfuciánský filozof a geograf († 1564)
  - Sin Saimdang, korejská malířka a kaligrafistka († 1551)

## Úmrtí

### České země
- 24. července – Půta Švihovský z Rýzmberka, český šlechtic a nejvyšší zemský sudí (* 1450–1452)

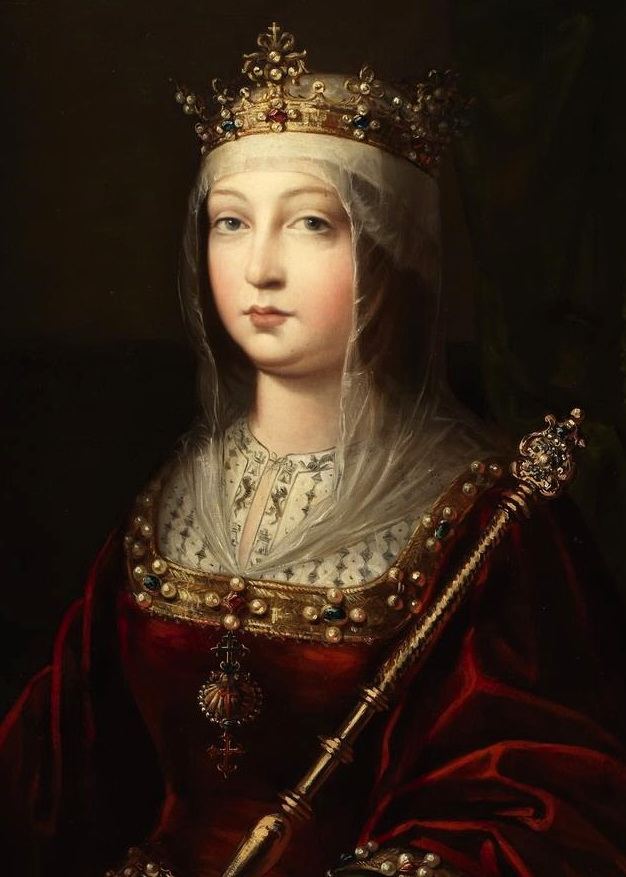
Isabela Kastilská († 26. listopadu)

#### Svět
- 18. dubna – Filippino Lippi, italský renesanční malíř (* 1457)
- 26. dubna – Žofie Pomořanská, polská šlechtična a meklenburská vévodkyně (* 1460)
- 22. června – Jan II. Šílený, polský šlechtic a zaháňský a hlohovský kníže (* 16. června 1435)
- 2. července – Štěpán III. Veliký, moldavský kníže (* 1433)
- 29. července – Tomáš Stanley, hrabě z Derby, anglický šlechtic a nevlastní otec krále Jindřicha VII. (* 1435)
- 10. září – Filibert II. Savojský, savojský vévoda (* 10. dubna 1480)
- 12. října – Jánoš Korvín, nemanželský syn uherského a českého krále Matyáše Korvína (* 2. dubna 1473)
- 9. listopadu – Fridrich Neapolský, neapolský král (* 19. dubna 1452)
- 26. listopadu – Isabela Kastilská, kastilská a aragonská královna (* 22. dubna 1451)
- 6. prosince – Pasqualino di Niccolò, italský renesanční malíř (* 1463)
- neznámé datum
  - Pedro Berruguete, španělský malíř (* 1450)
  - Císařovna vdova Čou, matka císaře Čcheng-chuy (* 1430)
  - Wu Kchuan, čínský kaligraf, básník, esejista a politik (* 1435)

## Hlavy států
- České království – Vladislav Jagellonský
- Svatá říše římská – Maxmilián I.
- Papež – Julius II.
- Anglické království – Jindřich VII. Tudor
- Francouzské království – Ludvík XII.
- Polské království – Alexandr I. Jagellonský
- Uherské království – Vladislav Jagellonský
- Španělsko – Isabela Kastilská / Filip I. Kastilský
- Portugalsko – Manuel I. Portugalský
- Rusko – Ivan III.
- Dánsko – Jan I. Dánský
- Švédsko – Jan II. Dánský
- Osmanská říše – Bájezíd II.
- Perská říše – Ismá‘íl I.